# Мерисуо (болото)
Мерисуо — болото в Пряжинском районе Республики Карелия, болотный памятник природы. Болото относится к особо охраняемым природным территориям ООПТ в Карелии.

## Характеристика, описание и значимость объекта

### Характеристика объекта
Болото создано 31 октября 1991 года на основании Постановления Совета Министров Карельской АССР от 31.10.1991 № 302 «Об отнесении типичных, уникальных и ягодных болот к государственным памятникам природы республиканского значения».
Общая площадь ООПТ — 487,4 га. Площадь охраняемой зоны — 267,0 га. Порядковый номер кадастрового дела ООПТ: 3487 (юго-восточная часть).
Болото находится в 3 км на север от посёлка Крошнозеро, в 15 км на юг от посёлка Эссойла.

### Описание и значимость
Представляет собой болотную систему, состоящую из олиготрофных сфагновых грядово-мочажинных и мезотрофных травяносфагновых болот. Имеет важное рекреационное значение для жителей Пряжинского района и города Петрозаводск. Охрана ценного ягодника клюквы и морошки.

## Охрана объекта
Запрещены, в том числе в охранной зоне, все виды лесопользования, мелиорация, сбор растений, внесённых в Красные книги, строительство дорог и других сооружений. Разрешён сбор ягод в установленные сроки.